# Roztocze (Biłgoraj)

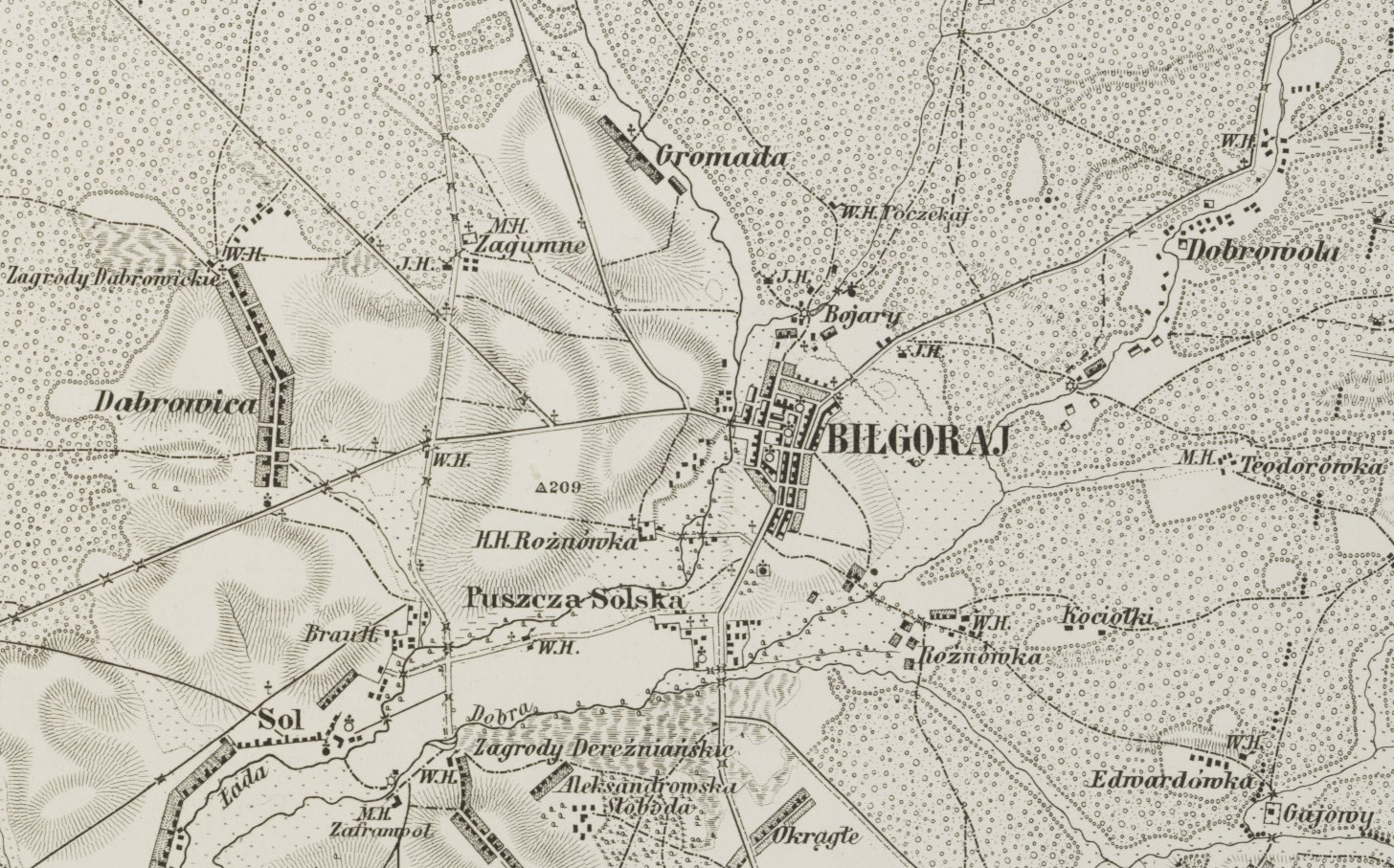
Biłgoraj na austriackiej mapie topograficznej z XIX w. Obszar obecnego osiedla Roztocze to niezurbanizowany teren pomiędzy miastem a wioską Bojary.

Roztocze – jedno z 12 osiedli (jednostek pomocniczych gminy), na jakie podzielone jest miasto Biłgoraj.

## Dane ogólne
Osiedle Roztocze położone jest po północnej stronie centrum miasta. Sąsiaduje ze Śródmieściem i osiedlem Sitarska - Kępy (od południa), Rapami (od wschodu) i Bojarami (od północy).
Południową granicę osiedla wyznaczają ulice Przemysłowa i Zamojska; zachodnią stanowi ciąg ulicy Stanisława Moniuszki. Od strony północnej obszar tej jednostki ograniczają torowiska równolegle biegnących linii kolejowych nr 65 i 66.
Zabudowa osiedla to niemal wyłącznie domy jednorodzinne. Jedynie przy ul. Łąkowej znajduje się kilka niewielkich bloków; przy tej samej ulicy zlokalizowany jest zespół obiektów o charakterze usługowo-magazynowo-składowym, należących do obsługującego miasto Przedsiębiorstwa Gospodarki Komunalnej sp. z o.o. W północnej części osiedla, wzdłuż linii kolejowych, rozłożone są też łąki i nieużytki; przebiega przez nie Obwodnica Północna, będąca ciągiem drogi wojewódzkiej nr 858.
W granicach osiedla Roztocze znajdują się dwa obiekty, związane z religią katolicką i wpisane do miejskiego rejestru zabytków. Są to:
- figura św. Jana Nepomucena pochodząca z 1821; stoi w miejscu dawnych rogatek zamojskich, przy skrzyżowaniu obecnych ulic Zamojskiej i Łąkowej;
- przydrożna kapliczka pochodząca z 1917; stoi przy ulicy Moniuszki, w pobliżu skrzyżowania z ulicą Żabią[7].

Przy ulicy Przemysłowej zlokalizowane są obiekty Zespołu Szkół Zawodowych i Ogólnokształcących (budynki szkole, warsztaty, internat); szkoła posiada zaplecze sportowe (boiska, bieżnie, korty tenisowe) dostępne dla ogółu mieszkańców okolicy.
Organem uchwałodawczym osiedla jako jednostki pomocniczej gminy miejskiej Biłgoraj jest Rada Osiedla. Organ wykonawczy to Zarząd Osiedla.

## Informacje historyczne
Od momentu powstania Biłgoraja w drugiej połowie XVI w. obszar dzisiejszego osiedla był niezagospodarowanym terenem, leżącym po północnej stronie miasta. W XVIII w. powstał trakt łączący Biłgoraj z Radzięcinem; w uogólnieniu biegł on tak, jak dzisiejsza ulica Stanisława Moniuszki, czyli południkowo, wzdłuż zachodniej granicy obecnego osiedla. Droga ta aż do XIX w. nosiła miano ulicy Radzięckiej. Opisywany teren oddzielał miasto od leżącej na północ od niego wioski Bojary.
W 1918 rozwój przestrzenny miasta w kierunku północnym ograniczał się do ulicy Zastodolnej (obecnej Przemysłowej), będącej południową granicą dzisiejszego osiedla. Dopiero w okresie międzywojennym (1918-1939) rozpoczął się proces urbanizacji obszaru: na mapach z tego czasu widoczne są już zaczątki dzisiejszej ulicy Łąkowej. Wytyczenie sieci ulic i powstanie większej części obecnej zabudowy nastąpiło w latach 60., 70. i 80. XX wieku. Wtedy też zbudowane zostały obiekty dzisiejszego Zespołu Szkół Zawodowych i Ogólnokształcących; wcześniej w ich miejscu działał zakład tartaczny.
Osiedle Roztocze jako jednostkę obecnego podziału administracyjnego w sensie formalnym powołano do życia Uchwałą Rady Miasta w Biłgoraju z dnia 25 sierpnia 2004; wówczas też wytyczono aktualnie obowiązujące granice osiedla.
W 2014 oddano do użytku przebiegającą przez północną część osiedla obwodnicę w ciągu drogi wojewódzkiej nr 858.